# 日本サンガリアベバレッジカンパニー
株式会社日本サンガリアベバレッジカンパニー（にほんサンガリアベバレッジカンパニー、英語: Japan Sangaria Beverage Co., Ltd.）は、大阪府大阪市東住吉区中野に本社を置く飲料メーカーである。ブランドステートメントは「はてしなく自然飲料を追求するサンガリア」。

## 概要
創業者の石山正二が、1951年（昭和26年）、大阪にて「石山食品工業社」を設立。創業当初より瓶入り清涼飲料・乳酸菌飲料・乳飲料の製造及び販売を専業とする中で、1969年（昭和44年）にUCC上島珈琲が発売し、翌1970年（昭和45年）に開催された日本万国博覧会の会場内での販売が評判となった「UCCミルクコーヒー」に続く形で、1971年（昭和46年）に「サンガリア缶コーヒー」を発売。
「サンガリア」の由来は唐代の詩人・杜甫の代表作『春望』の冒頭「国破れて山河あり」。1974年（昭和49年）に社名もサンガリアに改名。また、この時期に同社の代表商品ともなる「サンガリアラムネ」を発売し、缶入りラムネとしてロングセラー商品となった。また、加温ができるペットボトル容器の開発（1997年）や、凍らせても大丈夫なペットボトル容器の開発（2003年）を日本で初めて行った。
自社ブランドによる販売地域は当初、本社のある大阪を中心とした近畿地方に限定されていたが、知名度の向上により全国展開するようになった。
同業他社では自動販売機での缶入り飲料の標準販売価格が130円（場所によって異なる）となっているが、現在でも100円で販売されている。自動販売機には「100円売りです」の表示がなされている。また100円ショップやディスカウントストアなどでの廉価販売用としての卸も行っている。
近年は酒類の製造販売にも乗り出しており、リキュール類の製造免許を持ちチューハイの製造販売を行っているほか、焼酎やビール等の製造試験免許も取得している。加えて炭酸水の製造販売にも力を入れている。

## 沿革
- 1951年（昭和26年）- 瓶入りソフト飲料製造・販売会社として、石山食品工業が発足する。
- 1971年（昭和46年）- サンガリア缶コーヒーを発売する。
- 1974年（昭和49年）- 株式会社日本サンガリアベバレッジカンパニーが設立される。
- 1983年（昭和58年）- 関連会社・サンガリアフーズ設立。ワンウェイ瓶の炭酸飲料「ウィスパー」を発売する。
- 1985年（昭和60年）- 缶入り緑茶、ブレンドコーヒーボトルの発売を開始する。この年、日本で最初に「お茶」と記載された缶入り緑茶を販売となった。以後瓶入り飲料の製造販売に積極的に進出する。
- 1991年（平成3年）- 全商品から合成着色料・保存料を一切排除する。
- 1995年（平成7年）- 清涼飲料水会社として初めて、インターネットサイトを開設する。
- 1997年（平成9年）- 耐熱性ペットボトルの研究開発に着手。業界に先駆け、1999年（平成11年）に「あったかいお茶」で実用化し、以後品揃えを拡大する。
- 1998年（平成10年） - 三重県阿山郡伊賀町（現：伊賀市）に伊賀工場を建設。
- 2001年（平成13年）- 朝日放送で放送されていた番組「ごきげん!ブランニュ」との企画で「みっくちゅじゅーちゅ」を発売し、日本食糧新聞社主催「優秀ヒット賞」を獲得する。
- 2003年（平成15年）- 世界初の冷凍対応ペットボトル飲料シリーズ「氷晶」を発売する。次第に人気となり、後に他社も追随する。
- 2005年（平成17年） - 子ども向け泡だち飲料「こどもののみもの」を発売、CMが話題になり、人気商品に。
- 2008年（平成20年）
  - 上野工場、柘植工場を設立。
  - 酒類（リキュール）製造免許取得。
- 2009年（平成21年）
  - アルコール飲料「チューハイタイム」を発売する。
  - 酒類（スピリッツ）製造免許取得。
- 2010年（平成22年）- 伊賀第3工場増設、「あなたのお茶500mlPET」を発売。

（出典：）

## 事業所

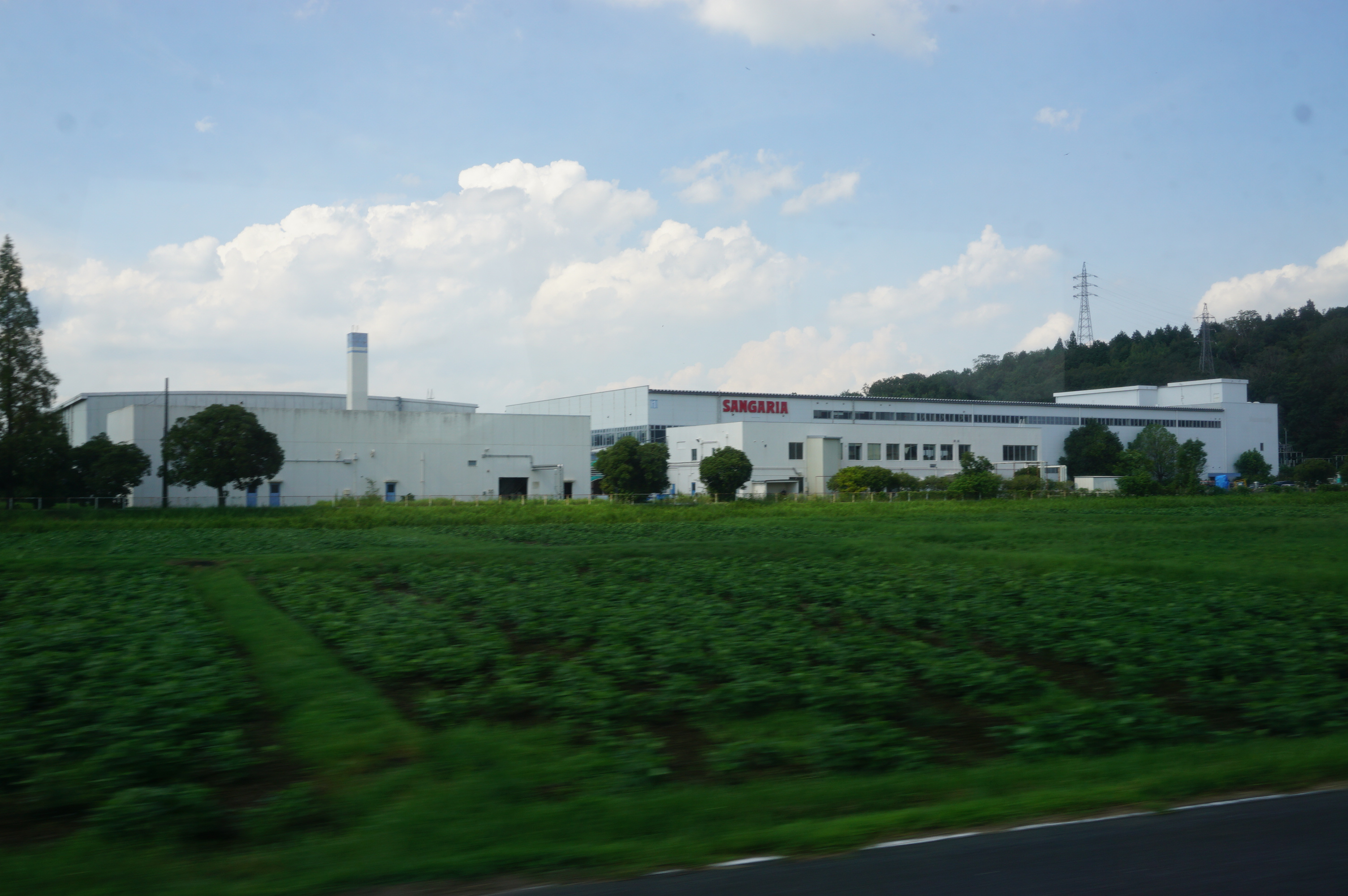
壬生野工場（三重県伊賀市）

本社
大阪府大阪市東住吉区中野4-2-13
中央研究所
大阪府大阪市東住吉区中野4-3-24
東京支店
東京都品川区西五反田1-23-9 りそな銀行五反田ビル8階
名古屋営業所
愛知県名古屋市中区錦2-4-3 錦パークビル4階
広島営業所
広島県広島市東区光町1-13-20 ディア光町ビル5階
福岡営業所
福岡県福岡市博多区博多駅南1-2-2 博多1091ビル6階
高松営業所
香川県高松市観光通2-2-15 ダイヤビル5階
仙台営業所
宮城県仙台市宮城野区榴岡4-6-30 第6税経ビル7階
本社工場
大阪府大阪市東住吉区中野4-2-10
今川工場
大阪府大阪市東住吉区今川6-3-12
伊賀工場
三重県伊賀市中柘植1221
上野工場
三重県伊賀市依那具844-1
柘植工場
三重県伊賀市柘植町1583
壬生野工場 / 壬生野センター
三重県伊賀市円徳院747
一之宮工場
三重県伊賀市千歳138
南港物流センター
大阪府大阪市住之江区南港中6-6-23
伊賀物流センター
三重県伊賀市中柘植1266-1

### 関連会社
- サンガリアフーズ株式会社
- サンガリア物流株式会社
- SANGARIA U.S.A.,INC.
- ハレーインク株式会社

## 商品

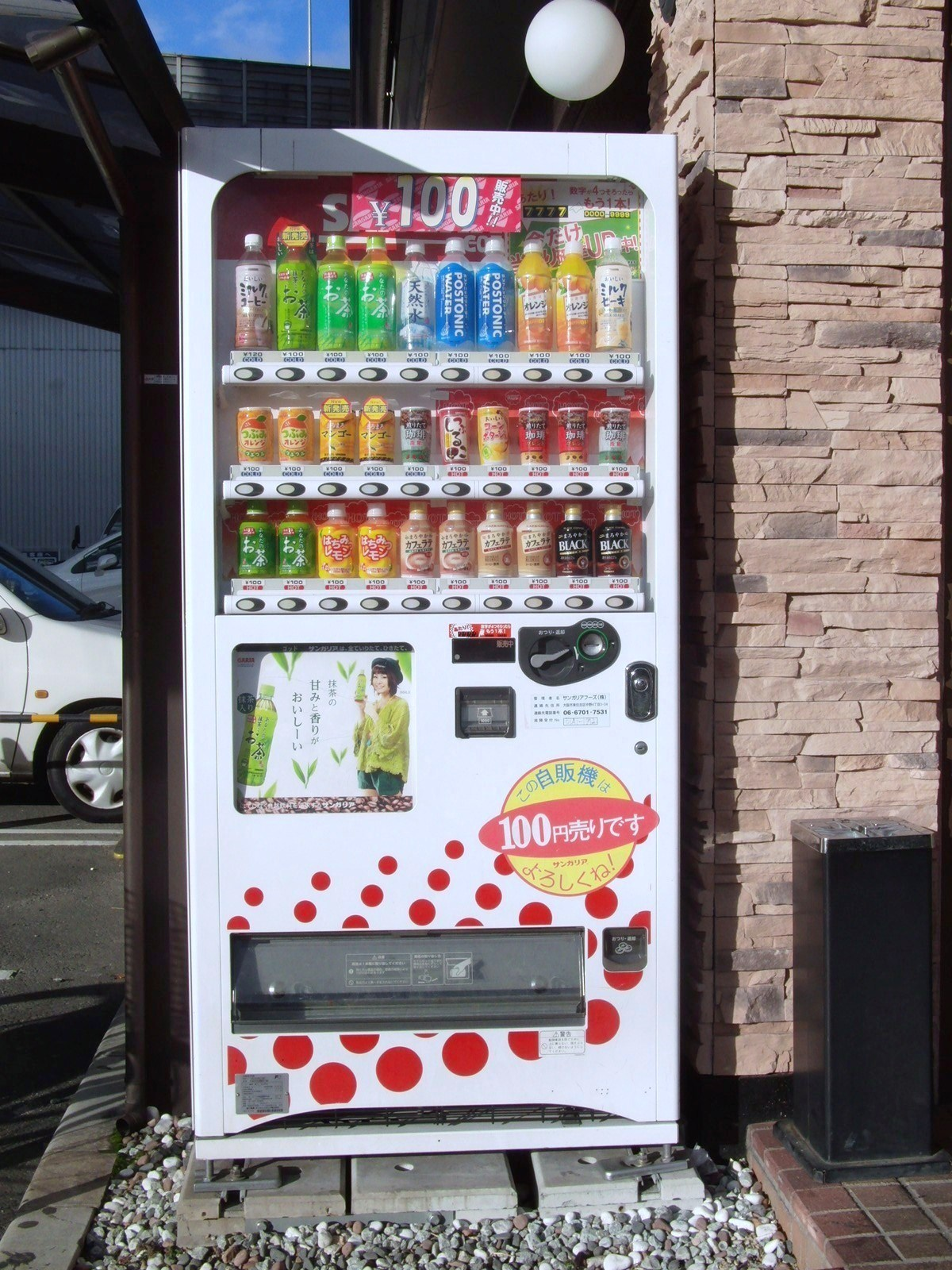
自販機（2012年）

最新の商品情報は公式サイトの製品情報を参照。なお下記には終売品も含む。

### 清涼飲料
- 「氷晶」シリーズ(冷凍対応ペットボトル飲料。「シャーペット」の名前が付されている物は、半解凍してシャーベットとして食べる(飲む)方法も提案している)
  - 一休茶屋　お茶
  - ポストニックアミノ
  - シャーペットグレープ
  - レモンウォーター
  - みっくちゅじゅーちゅシャーペット
- つぶみシリーズ
  - みっくちゅじゅーちゅそーだ（JR西日本、JR東日本駅構内自販機限定販売）
  - つぶみ　白ぶどう
- つぶつぶナタデココ入り 白ぶどう
- サンガリアオリジナルコーヒー（石山食品工業時代の1971年に発売した初代の「サンガリア缶コーヒー」の歴史を引き継いだ商品）
- まろやか カフェラテ 微糖(コーヒー飲料)
- サンガリアラムネ
  - ラムネくん
  - ラムボトル（ボトル缶）
  - ラムペット（ペットボトル）
  - ラムネオー
  - 日本の味ラムネ
- ミラクルボディV （ビタミン、アミノ酸等を配合した、オロナミンCの系統に属する機能性炭酸飲料。タウリンが配合されているが、ごく少量のため医薬部外品ではない）
  - ミラクルエナジーV （エナジードリンク)
  - ミラクルエナジーVパンチ （ピーチ味フレーバー)
- 天然水の炭酸水シリーズ
  - 炭酸水
  - 伊賀の天然水 強炭酸水[注 3]
  - 伊賀の天然水 強炭酸水レモン
  - 伊賀の天然水 強炭酸水ライム
  - 伊賀の天然水 強炭酸水グレープフルーツ
  - 伊賀の天然水　マスカットスパークリング
  - 伊賀の天然水　ゆずレモンスパークリング
  - きれいな炭酸水
  - 炭酸水スパークオーα
- ひやしあめ・あめゆ
- こどもののみもの（2006年）
- 湘南飲料（神奈川県の放送局・FMヨコハマとサークルKサンクスとのタイアップによって、関東地方のサークルKサンクスおよびスリーエフで毎年夏季限定で発売していた）
- ちゅう（みかん果汁入り清涼飲料／K-MIXとサークルKサンクスのタイアップで、静岡県内のサークルKサンクスにて2001年から毎年夏季限定で発売していた）
- グランシリーズ
  - グランティーレモンティー
  - グランティーミルクティー
  - グランコーヒーブラック
  - グランコーヒー微糖
  - グランコーヒーカフェオレ
- ベジライフ野菜
- ベジライフトマト
- まろやかココア
- 紅茶姫ロイヤルミルクティー
- サンガリア天然水
- マイサポ濃いお茶[6]
- 杜仲茶
- 一休茶屋シリーズ
  - みどりのお茶
  - おいしいお茶
  - やすらぐ抹茶入り緑茶
  - あなたのお茶
    - あなたの濃いお茶
    - あなたの香ばし麦茶
    - あなたの烏龍茶
    - あなたの抹茶入りお茶
    - あなたの抹茶入り玄米茶
    - あなたのルイボスティー
    - あなたのジャスミン茶
    - あなたのはと麦ブレンド茶
- すばらしいシリーズ（あなたのシリーズ廉価版。公式HPには掲載がない）
  - すばらしいお茶
  - すばらしい濃いお茶
  - すばらしい抹茶入りお茶
  - すばらしい烏龍茶
  - すばらしい麦茶
- ポストニックウォーター
- ポストニックウォーターレモン

### 乳性飲料
- みっくちゅじゅーちゅ
- ミルクセーキ
- バナナ＆ミルク
- ラクトナタデココ
- イチゴ・オレ
- フルーツ・オレ
- ウィスパー（2010年に復活したが、2020年時点で販売を終えた）
- ホップの香り（ノンアルコール）
- まろやかいちご＆ミルク
- まろやかメロン＆ミルク

### アルコール飲料
チューハイ
- チューハイタイムシリーズ
  - レモン
  - グレープフルーツ
  - ウメ
  - ラムネ
  - コーラ
- はたちからのみっくちゅじゅーちゅさわー
- ミラクルボディハイ
- ヨーグルトサワー
- 天然水チューハイ名人
  - レモン
  - グレープフルーツ
- スーパーストロング12
  - レモン[7]
  - グレープフルーツ[8]
- まろやかいちご＆ミルクハイ
- まろやかメロン＆ミルクハイ

## 広告宣伝
1980年代には阪神タイガースの現役選手（岡田彰布・川藤幸三・池田親興ら）をテレビCMに起用し、素人丸出しでペーソス溢れる演技が評判を呼んだ。独特のお笑い・お色気感覚のCMは、ローカルCMを紹介する全国ネットのバラエティ番組に「関西代表」としてしばしば取り上げられ、同社の名前を広めることにも貢献した。また、テレビアニメではテレビ大阪制作のテレビアニメ「トミカ絆合体 アースグランナー」と「マジカパーティ」の7月放送分に提供した。

### 提供番組
- THE突破ファイル（日本テレビ系列）
- 坂上&指原のつぶれない店（TBS系列、2020年10月 - 、トヨタL&Fから引き継いだ。）

### CM出演者
過去の者を含む。
- 稲川淳二（サンガリアコーヒー、一休茶屋 二十一茶） - 二十一茶のCMはネスカフェ缶コーヒー（明石家さんま出演）のパロディだった。
- 岡田彰布（サンガリアコーヒー）
- 川藤幸三（同上）
- 池田親興（同上）
- 山田雅人（同上）
- 小林克也（ウィスパー）
- 千秋（緑茶）
- 矢部美穂（デリシャスウォーター）
- 志茂田景樹（杜仲茶）
- 月亭八光（みっくちゅじゅーちゅ）
- 赤井英和（同上）※同商品の考案者
- 久松郁実（同上）
- 山口もえ
- パイレーツ
- 小島よしお（氷晶）
- はんにゃ（氷晶）
- SUPER☆GiRLS（氷晶）
- 桜 稲垣早希（チューハイタイムラムネ、炭酸水）
- IMALU（あなたのお茶）
- 芹那（伊賀の天然水 炭酸水）
- 陣内孝則（天然水チューハイ名人）
- 小泉孝太郎（伊賀の天然水 強炭酸水）

### キャッチフレーズ、スローガン
- いち、にい、サンガリア、にい、にい、サンガリア（1970年代）
- ありがとサンガリア、あんたもガンバリア（1970年代）
- ありがとサンガリア、ハァ〜サンガリア（時期不明）
- サンガリア〜に、決めたりや〜（1980年代）
- いち、にい、サンガリア（現在）

スローガンは、「はてしなく自然飲料を追求するサンガリア」。商品のラベルにも小さく記載されている。（甘味料や着色料を使用した商品など、一部にはない）
「1、2、サンガリア」の歌の作詞・作曲は、社長の石山豊。